# Sonda de Langmuir

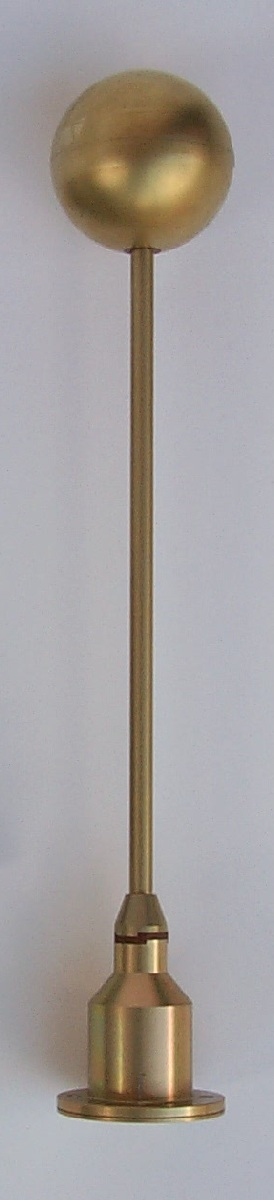
Una de las dos sondas de Langmuir del Swedish Institute of Space Physics en Uppsala a bordo de la nave espacial de la ESA Rosetta. La sonda es la parte esférica de 50 mm de diámetro y está hecha de titanio con una capa de nitruro de titanio. Esta sonda de Langmuir en concreto está en una misión para estudiar el plasma espacial alrededor de un cometa.

Una sonda de Langmuir es un dispositivo nombrado así por el físico Irving Langmuir, ganador de un premio Nobel y que se usa para determinar la temperatura de los electrones, su densidad y el potencial eléctrico de un plasma. Funciona insertando uno o más electrodos en un plasma, con un potencial eléctrico constante o variable en el tiempo entre los diferente electrodos o entre ellos y la nave que lleva la sonda. La medida de la corriente y el potencial en el sistema permite la determinación de las propiedades físicas del plasma.